# バンドエイド
バンドエイド（BAND-AID）とは、ケンビュー（Kenvue）が製造・販売しているガーゼ付き絆創膏（ばんそうこう）の商品名かつ登録商標である。一般に「バンドエイド」の語をもって絆創膏を指すことも多い。TVCMはジョンソンベビーと同様子供をメインとしている。ただジョンソンベビーは、赤ちゃんをメインとしている。

## 概要
通常、切り傷・擦り傷を手当てするには、
1. まず流水洗浄をして、
2. そして消毒をして、
3. そこに消毒薬を染みこませたガーゼを当て、
4. その上から絆創膏を貼る

のだが、バンドエイドは既にガーゼが貼ってあるので、3番目と4番目を一気に行える。
これは1920年に、ジョンソン・エンド・ジョンソン（Johnson & Johnson）の社員であったアール・E・ディクソンが開発した。彼は当時妻のジョセフィンとアメリカ合衆国ニュージャージー州にて新婚生活を送っていたが、結婚したてで台所仕事に不慣れであったジョセフィンは度々手に火傷や切り傷を負っていて、その度に彼は彼女にガーゼと粘着テープで手当てを行っていた。そして自分が留守の時にも、彼女が一人で簡単に手当てできる包帯を作ろうと思い立った彼は、適当な長さに切ったテープにガーゼを貼り綿布を充てたものを考案した。こうしてバンドエイドは誕生したのである。
なお、当初のバンドエイドは幅8cm×長さ40cmで、現在のものよりかなり大きく、これを必要な分だけハサミで切って使っていた。
ディクソンは、その功績が認められ1929年にジョンソン・エンド・ジョンソンの取締役となり、1932年から1957年までは副社長を務めた。
日本での発売開始は、1959年からという説がある。

## 製品ラインナップ
ジョンソン・エンド・ジョンソンは、2004年に創傷治療の新たな潮流である湿潤療法（閉鎖療法とも）の考え方に基づく「バンドエイド キズパワーパッド」を発売し、新たな分野を切り開いた。
最近では、救急ばんそうこう・新救急医療用具・ファーストエイド製品・殺菌消毒薬・フットケア製品など、さらに充実した品揃えとなっている。
日本では、キズケア製品（救急ばんそうこうとキズパワーパッド）とフットケア製品の2本柱で販売している。

### キズケア製品
肌色タイプ【一般医療機器】
バンドエイドの基盤製品。2009年3月にリニューアル（角を丸くしたオーバル形の採用・テープ素材の構造の改良・目立ちにくい肌色への変更）。
- スタンダードサイズ
- スモールサイズ - スタンダードサイズに比べ、テープの長さを18mm短縮。こどもや細い指の方、小さいキズに。
- ワイドサイズ - スタンダードサイズに比べ、幅を10mm拡張。やや大きいキズに。
- 4サイズ - スタンダード、ワイド、ジュニア、パッチの4タイプを封入。さまざまなキズに対応。
- ジュニアサイズ - ちょっとしたキズや吹出物・虫さされのかきこわしによる小さなキズに対応する極小サイズ。
- ジャンボSサイズ/ジャンボLサイズ - 大き目のきり傷やすり傷に。
- 指先用 - 指先のキズを一枚でカバー。水仕事中でもスポッと抜けない設計。

透明タイプ【一般医療機器】
目立たない透明テープを採用。肌色タイプと同様、2009年3月にオーバル形の新デザイン採用しリニューアル。
ウォーターブロック【一般医療機器】
水やバイ菌を通さず、空気・蒸気を通す二層構造の「通気・防水テープ」を採用。
さらふわフィット【一般医療機器】
通気性・伸縮性に優れたポリウレタンエラストマーを100%使用した不織布とオーバル形（指先用を除く）を採用。2013年3月に体液や血液をすばやく吸収し、高い通気性を実現した立体構造パッド「キルトパッド」を採用してリニューアルし、「素肌フィット」から商品名を変更。
- スタンダードサイズ
- ワイドサイズ
- 指先用
- ジャンボSサイズ

タフガード【一般医療機器】
衝撃・摩擦からキズを守るクッション性の高い布製タイプの救急ばんそうこう。優れた防水性もある。2013年3月に立体構造パッド「キルトパッド」を採用しリニューアル。
- スタンダードサイズ
- ワイドサイズ
- エクストララージXL - ひじ・ひざの大きな傷をカバーする超大判サイズ。

キッズシリーズ【一般医療機器】
こどもに最適なスモールサイズで、ディズニーキャラクター3種類、ポケットモンスターの４種類をそろえている。
キズパワーパッド（治療促進用）【管理医療機器】
最新テクノロジーで痛みをやわらげ、湿潤療法でキズをきれいに早く治す。通常の救急ばんそうこうと異なり、ガーゼが無い為、使用する際にはキズより一回り大きいサイズを使う、キズの状態を毎日確認するなど注意が必要。
- ふつうサイズ
- 大きめサイズ
- スポットサイズ - 動きの多い場所、顔、子供用に最適な小型サイズ。
- 指用 - 指巻用と指関節用の2種類を封入。
- 水仕事用 - 2012年9月発売。水の刺激から傷を守る完全防水素材を採用し、指先の傷にぴったりフィットする三日月形形状を採用。

キズパワーパッド 靴ずれ用【管理医療機器】
2010年3月発売。かかとなどの立体的な部位に適したオーバル型で、ハイドロコロイド素材を肌色半透明にしたことで、付けてても目立ちにくい。なお、この「靴ずれ用」はヨーロッパで「Compeed（コンピード）」として産声を上げた「キズパワーパッド」シリーズの開発の原点ともいえる製品である。
キズパワーパッド（保護用）【一般医療機器】
2009年4月発売。大きくて浅い擦り傷や曲げ伸ばしの多い関節部の動きに追従してキズを保護し、外部刺激をブロック。
- ジャンボ保護用
- ひじ・ひざ保護用 - ハイドロコロイド素材を六角形に特殊加工したことで伸縮性を実現。

### フットケア製品
タコ・ウオノメ除去用ワンステップ【指定医薬部外品】
サリチル酸配合のディスクと保護パットの一体型。足の指用と指の間用の2種類。
タコ・ウオノメ保護用
靴の圧迫から患部を守り、痛みを和らげ、自然に回復する環境を整える。足の裏用・足の指用・足の指ラージサイズの3タイプ。
マメ・靴ずれブロック
マメや靴ずれを薄くて柔らかいクッションで守り、痛みを和らげる。
外反母趾用
外反母趾の痛みの原因となる靴の圧迫から足を守り、痛みを和らげる。

## 過去の製品ラインナップ
現在 販売停止となっている製品、既に製造を中止している製品について下記に記述する。

### キズケア製品
クイックヘルプ
特殊パッドが血をすばやくジェル状に固め、傷口を保護することを謳った製品。販売名：バンドエイドsb、医療機器許可番号：07BY0001。

## 応用例
- マラソンに出場する男性選手が、乳首に貼って、ユニフォームとの乳首擦れを防止する使い方もある（→ニプレス）。